# Brigade d'intervention rapide
Cet article possède un paronyme, voir Brigade rapide d'intervention.
La brigade d'intervention rapide est une unité militaire camerounaise. Formée en 2001, elle regroupe le bataillon spécial amphibie (BSA), le bataillon des troupes aéroportées (BTAP) et le bataillon blindé de reconnaissance (BBR).

## Déploiement
La brigade est directement placée sous les ordres du chef d'état-major des armées. Toutes ses composantes sont habituellement basées dans la 2e région militaire inter-armes : le quartier général à Bafoussam, le BSA à Tiko, le BTAP à Koutaba et le BBR à Douala.